# استرجیس (داکوتای جنوبی)
استرجیس(به انگلیسی: Sturgis) شهری در ایالت داکوتای جنوبی کشور ایالات متحده آمریکا است که جمعیت آن در سرشماری سال ۲۰۱۰ میلادی، ۶٬۶۲۷ نفر بوده‌است.